# Dionís de Corint (bisbe)
Dionís o Dionisi de Corint (Corint, primera meitat del segle ii - ca. 178) va ser bisbe de Corint a la segona meitat del segle ii. És venerat com a sant a tota la cristiandat.

## Biografia
Se sap que va viure cap al 171 perquè aquell any va escriure una carta al papa Soter I. A més, Eusebi de Cesarea diu a la seva Historia ecclesiastica que va viure a l'onzè any del regnat de Marc Aureli, que era el 171. Hauria estat bisbe de Corint després d'Hegesip de Corint i abans de Bàquil.
Es va distingir per la seva pietat i eloqüència i per la seva santedat. De les seves cartes a les diòcesis de Grècia no se'n conserva cap però Eusebi de Cesarea en dona una llista i Jeroni d'Estridó uns fragments. Sabem que va escriure a les comunitats de Lacedemònia, parlant de l'ortodòxia, la pau i la unió, i als atenesos, exhortant-los a viure segons l'Evangeli i no caure en l'apostasia. Als de Nicomèdia, també els va enviar cartes parlant contra el marcionisme, als de Gortina i altres llocs de Creta, lloant-ne el bisbe Felip; als d'Amastris, parlant del celibat i el matrimoni, i a Pinit de Cnossos, sobre el celibat. La més important, però, va ser la carta als romans, l'única de la que es conserven fragments. Era una resposta a una carta del papa, que aquest havia enviat amb almoines.
Va morir suposadament màrtir l'any 178.